# NWSL Challenge Cup 2021
La NWSL Challenge Cup 2021 fue la segunda edición de esta copa que se disputó durante la temporada 2021 de la NWSL. Se jugó del 9 de abril al 8 de mayo.
Portland Thorns levantó su primera Challenge Cup luego de empatar en la final 1-1 frente al NJ/NY Gotham FC y vencer 6-5 en la tanda de penales.

## Formato
Los 10 equipos participantes se dividirán en dos divisiones regionales de cinco equipos cada una. Cada equipo jugará cuatro partidos dentro de su división, y los dos ganadores de su división se enfrentarán en la final el 8 de mayo.
El calendario completo se publicó el 9 de marzo de 2021.

## Equipos
| Equipo                 | Entrenador     |
| ---------------------- | -------------- |
| Chicago Red Stars      | Rory Dames     |
| Houston Dash           | James Clarkson |
| Kansas City NWSL       | Huw Williams   |
| NJ/NY Gotham FC        | Freya Coombe   |
| North Carolina Courage | Paul Riley     |
| OL Reign               | Farid Benstiti |
| Orlando Pride          | Marc Skinner   |
| Portland Thorns        | Mark Parsons   |
| Racing Louisville FC   | Christy Holly  |
| Washington Spirit      | Richie Burke   |

## Clasificación

### División este
| Pos. | Equipo                 | Pts. | PJ | G | E | P | GF | GC | Dif. | Clasificación        |
| ---- | ---------------------- | ---- | -- | - | - | - | -- | -- | ---- | -------------------- |
| 1    | NJ/NY Gotham FC        | 8    | 4  | 2 | 2 | 0 | 5  | 3  | +2   | Clasifica a la final |
| 2    | North Carolina Courage | 7    | 4  | 2 | 1 | 1 | 9  | 8  | +1   |                      |
| 3    | Orlando Pride          | 5    | 4  | 1 | 2 | 1 | 3  | 3  | 0    |                      |
| 4    | Washington Spirit      | 4    | 4  | 1 | 1 | 2 | 3  | 4  | −1   |                      |
| 5    | Racing Louisville FC   | 2    | 4  | 0 | 2 | 2 | 4  | 6  | −2   |                      |

 Fuente: 

#### Resultados
Los horarios corresponden a la hora del verano del este (EDT) de Estados Unidos: UTC-4
| Resultados             | Resultados                                                     | Resultados             | Resultados          | Resultados  | Resultados |
| Local                  | Resultado                                                      | Visitante              | Estadio             | Fecha       | Hora       |
| ---------------------- | -------------------------------------------------------------- | ---------------------- | ------------------- | ----------- | ---------- |
| North Carolina Courage | 3 - 2 Archivado el 28 de noviembre de 2023 en Wayback Machine. | Washington Spirit      | Sahlen's Stadium    | 10 de abril | 15:30      |
| Racing Louisville FC   | 2 - 2                                                          | Orlando Pride          | Lynn Family Stadium | 10 de abril | 19:00      |
| Orlando Pride          | 0 - 1                                                          | NJ/NY Gotham FC        | Exploria Stadium    | 14 de abril | 19:00      |
| Washington Spirit      | 1 - 0                                                          | Racing Louisville FC   | Audi Field          | 15 de abril | 19:00      |
| NJ/NY Gotham FC        | 4 - 3                                                          | North Carolina Courage | Montclair State     | 20 de abril | 18:00      |
| Orlando Pride          | 1 - 0                                                          | Washington Spirit      | Exploria Stadium    | 21 de abril | 19:00      |
| Racing Louisville FC   | 2 - 3                                                          | North Carolina Courage | Lynn Family Stadium | 26 de abril | 18:00      |
| Washington Spirit      | 0 - 0                                                          | NJ/NY Gotham FC        | Audi Field          | 27 de abril | 19:00      |
| North Carolina Courage | 0 - 0                                                          | Orlando Pride          | Sahlen's Stadium    | 1 de mayo   | 19:30      |
| NJ/NY Gotham FC        | 0 - 0                                                          | Racing Louisville FC   | Montclair State     | 2 de mayo   | 12:30      |

### División oeste
| Pos. | Equipo             | Pts. | PJ | G | E | P | GF | GC | Dif. | Clasificación        |
| ---- | ------------------ | ---- | -- | - | - | - | -- | -- | ---- | -------------------- |
| 1    | Portland Thorns FC | 10   | 4  | 3 | 1 | 0 | 6  | 2  | +4   | Clasifica a la final |
| 2    | OL Reign           | 7    | 4  | 2 | 1 | 1 | 5  | 5  | 0    |                      |
| 3    | Houston Dash       | 6    | 4  | 1 | 3 | 0 | 4  | 2  | +2   |                      |
| 4    | Chicago Red Stars  | 2    | 4  | 0 | 2 | 2 | 3  | 5  | −2   |                      |
| 5    | Kansas City NWSL   | 1    | 4  | 0 | 1 | 3 | 4  | 8  | −4   |                      |

 Fuente: 

#### Resultados
Los horarios corresponden a la hora del verano del este (EDT) de Estados Unidos: UTC-4
| Resultados         | Resultados | Resultados         | Resultados            | Resultados  | Resultados |
| Local              | Resultado  | Visitante          | Estadio               | Fecha       | Hora       |
| ------------------ | ---------- | ------------------ | --------------------- | ----------- | ---------- |
| Houston Dash       | 0 - 0      | Chicago Red Stars  | BBVA Stadium          | 9 de abril  | 20:30      |
| Portland Thorns FC | 2 - 1      | Kansas City        | Providence Park       | 9 de abril  | 22:30      |
| Chicago Red Stars  | 0 - 1      | Portland Thorns FC | SeatGeek Stadium      | 15 de abril | 19:30      |
| OL Reign           | 0 - 0      | Houston Dash       | Cheney Stadium        | 16 de abril | 22:00      |
| Chicago Red Stars  | 1 - 1      | Kansas City        | SeatGeek Stadium      | 21 de abril | 18:30      |
| Portland Thorns FC | 2 - 0      | OL Reign           | Providence Park       | 21 de abril | 22:00      |
| Kansas City        | 1 - 3      | Houston Dash       | Children's Mercy Park | 26 de abril | 20:30      |
| OL Reign           | 3 - 2      | Chicago Red Stars  | Cheney Stadium        | 27 de abril | 22:00      |
| Houston Dash       | 1 - 1      | Portland Thorns FC | BBVA Stadium          | 2 de mayo   | 19:30      |
| Kansas City        | 1 - 2      | OL Reign           | Field of Legends      | 3 de mayo   | 20:00      |

## Final
| 8 de mayo de 2021, 13:00 (EDT) | Portland Thorns FC                                                        | 1:1 (1:0) (6:5 p.)         | NJ/NY Gotham FC                                                | Providence Park, Portland |                           |
|                                | Sinclair 8'                                                               | Reporte                    | Lloyd 61'                                                      | Árbitro(s): Natalie Simon | Árbitro(s): Natalie Simon |
|                                |                                                                           | Tiros desde el punto penal |                                                                |                           |                           |
|                                | - Sinclair - Klingenberg - Horan - Rodríguez - Dunn - Sauerbrunn - Weaver |                            | - Long - Lloyd - Cudjoe - Freeman - Onumonu - Viens - Kawasumi |                           |                           |

|                                     |
|                                     |
| Campeón Portland Thorns 1.er título |

## Estadísticas
Actualizado al 3 de mayo.
| Posición | Jugadora           | Equipo                 | Goles |
| -------- | ------------------ | ---------------------- | ----- |
| 1        | Debinha            | North Carolina Courage | 3     |
| 2        | Kristen Hamilton   | North Carolina Courage | 2     |
| 2        | Cece Kizer         | Racing Louisville      | 2     |
| 2        | Carli Lloyd        | NJ/NY Gotham FC        | 2     |
| 2        | Jessica McDonald   | North Carolina Courage | 2     |
| 2        | Kristie Mewis      | Houston Dash           | 2     |
| 2        | Margaret Purce     | NJ/NY Gotham FC        | 2     |
| 2        | Amy Rodriguez      | Kansas City NWSL       | 2     |
| 2        | Christine Sinclair | Portland Thorns FC     | 2     |

| Posición | Jugadora                | Equipo                 | Asistencias |
| -------- | ----------------------- | ---------------------- | ----------- |
| 1        | Jessica McDonald        | North Carolina Courage | 3           |
| 2        | Imani Dorsey            | NJ/NY Gotham FC        | 2           |
| 2        | Meggie Dougherty Howard | Orlando Pride          | 2           |
| 2        | Hailie Mace             | North Carolina Courage | 2           |
| 2        | Ifeoma Onumonu          | NJ/NY Gotham FC        | 2           |
| 2        | Victoria Pickett        | Kansas City NWSL       | 2           |

## Premios
Debinha del North Carolina Courage fue nombrada como MVP del torneo.